# 브래드퍼드역

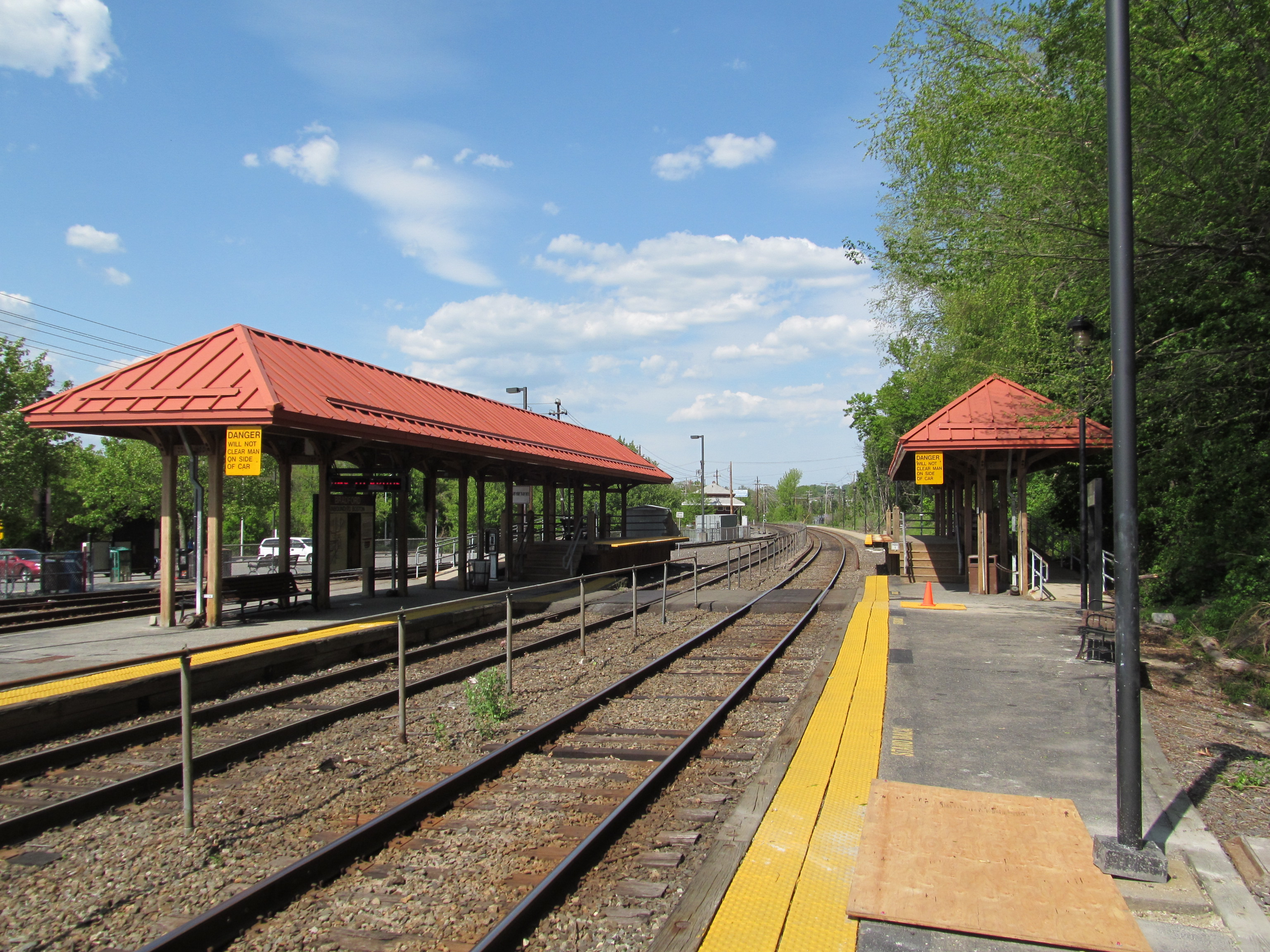

브래드퍼드역(Bradford station)은 매사추세츠주 브래드퍼드의 MBTA 커뮤터 레일역이다. 헤이버힐라인을 관할한다. 헤이버힐라인의 중간정차장이 이 역에 근접한 곳에 위치해 있다.

## 역사
1837년 10월 26일 보스턴 앤드 포틀랜드 철도가 브래드퍼드에서 시작됐다.